# Pölevattnet (Herrestads socken, Bohuslän)
Pölevattnet är en sjö i Uddevalla kommun i Bohuslän och ingår i Örekilsälvens huvudavrinningsområde. Sjöns area är 0,014 kvadratkilometer och den befinner sig 140 meter över havet.